# Big Brother 3 (Portugal)
O terceiro Big Brother realizado em Portugal teve início a 2 de setembro de 2001 e terminou 121 dias depois, a 31 de dezembro de 2001 na TVI. O Big Brother 3 foi marcado pelo primeiro concorrente a assumir a sua homossexualidade e pela primeira vez num Big Brother em Portugal quem venceu a edição foi uma mulher.

## O Programa
A terceira edição do Big Brother realizado em Portugal teve início a 2 de setembro de 2001 e terminou 121 dias depois, a 31 de dezembro de 2001. 
A vencedora do reality show foi Catarina Cabral, a primeira mulher a ganhar um Big Brother em Portugal, incluindo as versões com famosos; também foi a primeira pessoa de origem açoriano a entrar na casa do Big Brother.
Esta edição ficou marcada por ser a primeira na qual um concorrente assumiu publicamente a sua homossexualidade num reality show português; outro acontecimento que marcou esta temporada foi o facto de ser a primeira na qual o vencedor iria receber o prémio em euros após a entrada em circulação da moeda única.

## Concorrentes
| Nome     | Residência           | Ocupação                     | Idade | Posição                                  |
| -------- | -------------------- | ---------------------------- | ----- | ---------------------------------------- |
| Catarina | Ponta Delgada        | Estudante                    | 21    | Vencedora em 31 de dezembro de 2001      |
| Pedro    | Montijo              | Investigação                 | 22    | 2.º lugar em 31 de dezembro de 2001      |
| Lara     | Lisboa               | Secretária                   | 24    | 3.º lugar em 31 de dezembro de 2001      |
| Marciano | Leiria               | Trabalha num armazém         | 22    | 10.º eliminado em 25 de dezembro de 2001 |
| Liliana  | Vila Nova de Gaia    | Manequim                     | 21    | Desistente em 11 de dezembro de 2001     |
| Lourenço | Bobadela             | Empresário                   | 25    | 9.º eliminado em 11 de dezembro de 2001  |
| Tozé     | Porto                | Advogado                     | 28    | 8.º eliminado em 4 de dezembro de 2001   |
| Joana    | Carnaxide            | Assistente de Marketing      | 25    | 7.ª eliminada em 20 de novembro de 2001  |
| Anibal   | Azambuja             | Trabalha numa loja           | 29    | 6.º eliminado em 6 de novembro de 2001   |
| Ricardo  | Lisboa               | Estudante                    | 24    | 5.º eliminado em 23 de outubro de 2001   |
| Madalena | Braga                | Controladora de qualidade    | 30    | 4.ª eliminada em 9 de outubro de 2001    |
| Rosa     | Lagoa                | Trabalha com crianças        | 27    | 3.ª eliminada em 25 de setembro de 2001  |
| Delfina  | Vila Nova de Foz Côa | Guia num parque arqueológico | 27    | 2.ª eliminada em 11 de setembro de 2001  |
| Fernando | Luanda               | Contabilista                 | 24    | 1.º eliminado em 4 de setembro de 2001   |

## Nomeações
|            | Semana 1              | Semana 1          | Semana 3           | Semana 5           | Semana 7                    | Semana 9           | Semana 11                       | Semana 13              | Semana 14                 | Semana 16                    | Semana 17 Final      | Semana 17 Final      |
| Dia 1      | Dia 3                 |                   | Semana 3           | Semana 5           | Semana 7                    | Semana 9           | Semana 11                       | Semana 13              | Semana 14                 | Semana 16                    | Semana 17 Final      | Semana 17 Final      |
| ---------- | --------------------- | ----------------- | ------------------ | ------------------ | --------------------------- | ------------------ | ------------------------------- | ---------------------- | ------------------------- | ---------------------------- | -------------------- | -------------------- |
| Catarina   | Sem nomeações         | Delfina Pedro     | Lourenço Pedro     | Anibal Lourenço    | Anibal Lourenço             | Anibal Liliana     | Liliana Lourenço                | Liliana Lourenço       | Liliana Lourenço          | Lara Pedro                   | Vencedora (Dia 121)  | Vencedora (Dia 121)  |
| Pedro      | Sem nomeações         | Rosa Tozé         | Rosa Tozé          | Anibal Madalena    | Anibal Ricardo              | Anibal Tozé        | Liliana Lourenço                | Catarina Tozé          | Liliana Lourenço          | Catarina Marciano            | 2.º Lugar (Dia 121)  | 2.º Lugar (Dia 121)  |
| Lara       | Sem nomeações         | Joana Marciano    | Pedro Ricardo      | Catarina Madalena  | Marciano Ricardo            | Anibal Tozé        | Catarina Tozé                   | Marciano Tozé          | Lourenço Marciano         | Catarina Marciano            | 3.º Lugar (Dia 121)  | 3.º Lugar (Dia 121)  |
| Marciano   | Sem nomeações         | Anibal Lourenço   | Anibal Lourenço    | Liliana Lourenço   | Lourenço Ricardo            | Anibal Liliana     | Liliana Lourenço                | Pedro Tozé             | Liliana Lourenço          | Lara Pedro                   | Eliminado (Dia 115)  | Eliminado (Dia 115)  |
| Liliana    | Sem nomeações         | Delfina Rosa      | Marciano Pedro     | Madalena Marciano  | Catarina Marciano           | Catarina Marciano  | Catarina Joana                  | Catarina Marciano      | Catarina Marciano         | Desistente (Dia 101)         | Desistente (Dia 101) | Desistente (Dia 101) |
| Lourenço   | Sem nomeações         | Delfina Rosa      | Pedro Rosa         | Catarina Marciano  | Catarina Joana              | Joana Marciano     | Catarina Joana                  | Catarina Marciano      | Catarina Marciano         | Eliminado (Dia 101)          | Eliminado (Dia 101)  | Eliminado (Dia 101)  |
| Tozé       | Sem nomeações         | Delfina Pedro     | Pedro Rosa         | Madalena Marciano  | Lara Pedro                  | Marciano Pedro     | Joana Pedro                     | Marciano Pedro         | Eliminado (Dia 94)        | Eliminado (Dia 94)           | Eliminado (Dia 94)   | Eliminado (Dia 94)   |
| Joana      | Sem nomeações         | Delfina Lara      | Anibal Rosa        | Anibal Madelena    | Lara Lourenço               | Anibal Lourenço    | Lourenço Pedro                  | Eliminada (Dia 80)     | Eliminada (Dia 80)        | Eliminada (Dia 80)           | Eliminada (Dia 80)   | Eliminada (Dia 80)   |
| Anibal     | Sem nomeações         | Lara Pedro        | Marciano Pedro     | Madalena Marciano  | Pedro Ricardo               | Joana Marciano     | Eliminado (Dia 66)              | Eliminado (Dia 66)     | Eliminado (Dia 66)        | Eliminado (Dia 66)           | Eliminado (Dia 66)   | Eliminado (Dia 66)   |
| Ricardo    | Sem nomeações         | Joana Rosa        | Madalena Pedro     | Madalena Marciano  | Lara Pedro                  | Eliminado (Dia 52) | Eliminado (Dia 52)              | Eliminado (Dia 52)     | Eliminado (Dia 52)        | Eliminado (Dia 52)           | Eliminado (Dia 52)   | Eliminado (Dia 52)   |
| Madalena   | Sem nomeações         | Marciano Rosa     | Marciano Rosa      | Anibal Lourenço    | Eliminada (Dia 38)          | Eliminada (Dia 38) | Eliminada (Dia 38)              | Eliminada (Dia 38)     | Eliminada (Dia 38)        | Eliminada (Dia 38)           | Eliminada (Dia 38)   | Eliminada (Dia 38)   |
| Rosa       | Sem nomeações         | Pedro Ricardo     | Joana Pedro        | Eliminada (Dia 24) | Eliminada (Dia 24)          | Eliminada (Dia 24) | Eliminada (Dia 24)              | Eliminada (Dia 24)     | Eliminada (Dia 24)        | Eliminada (Dia 24)           | Eliminada (Dia 24)   | Eliminada (Dia 24)   |
| Delfina    | Sem nomeações         | Joana Tozé        | Eliminada (Dia 10) | Eliminada (Dia 10) | Eliminada (Dia 10)          | Eliminada (Dia 10) | Eliminada (Dia 10)              | Eliminada (Dia 10)     | Eliminada (Dia 10)        | Eliminada (Dia 10)           | Eliminada (Dia 10)   | Eliminada (Dia 10)   |
| Fernando   | Sem nomeações         | Eliminado (Dia 3) | Eliminado (Dia 3)  | Eliminado (Dia 3)  | Eliminado (Dia 3)           | Eliminado (Dia 3)  | Eliminado (Dia 3)               | Eliminado (Dia 3)      | Eliminado (Dia 3)         | Eliminado (Dia 3)            | Eliminado (Dia 3)    | Eliminado (Dia 3)    |
| Nomeados   | Todos os concorrentes | Delfina Rosa      | Pedro Rosa         | Madalena Marciano  | Lara Lourenço Pedro Ricardo | Anibal Marciano    | Catarina Joana Liliana Lourenço | Catarina Marciano Tozé | Liliana Lourenço Marciano | Catarina Lara Marciano Pedro | Catarina Lara Pedro  | Catarina Lara Pedro  |
| Desistente | nenhum                | nenhum            | nenhum             | nenhum             | nenhum                      | nenhum             | nenhum                          | nenhum                 | Liliana                   | nenhum                       | nenhum               | nenhum               |
| Eliminado  | Fernando              | Delfina           | Rosa               | Madalena           | Ricardo                     | Anibal             | Joana                           | Tozé                   | Lourenço                  | Marciano                     | Lara                 | Pedro                |
| Eliminado  | Fernando              | Delfina           | Rosa               | Madalena           | Ricardo                     | Anibal             | Joana                           | Tozé                   | Lourenço                  | Marciano                     | Catarina             |                      |